# Rhyacophila rotunda
Rhyacophila rotunda là một loài Trichoptera trong họ Rhyacophilidae. Chúng phân bố ở miền Tân bắc.